# Overspanning (elektrochemie)
Overspanning of overpotentiaal ontstaat wanneer de potentiaal van een metaal wijzigt als gevolg van een elektrische stroom. Indien de potentiaal verlaagt spreekt men van kathodische polarisatie, bij een verhoging van anodische polarisatie. 
De overspanning bestaat uit verschillende bijdrages. Bij corrosiestromen tussen (0.1 mA/m² en 10 A/m²) is de activatie-overspanning het belangrijkst. Deze vorm van overspanning kan worden beschreven door de wet van Tafel. Afwijkingen op deze wet kunnen verklaard worden door concentratie- en weerstandoverspanning.